# Daniel McDonald Lowey
Daniel McDonald Lowey (nacido el 28 de octubre de 1878 en Ramsey (Isla de Man) y murió en 1951 en Liverpool (Inglaterra) fue un deportista británico.
Ganó la medalla de plata olímpica como miembro del equipo británico Policía de Liverpool, en el evento del tira y afloja en los Juegos Olímpicos de Londres 1908. 